# Spilornis kinabaluensis
A Spilornis kinabaluensis ou águia-cobreira-montesa é uma ave da rapina que habita no norte de Bornéu.

## Descrição
A águia-cobreira-montesa é uma ave relativamente pequena que chega a medir cerca de 51 a 56 centímetros. Plumagem de cor castanho escuro, garganta preta com um cauda longa com uma faixa branca. Tem umas asas longas com as pontas pretas.

## Habitat e distribuição
Esta ave habita na montanha de Bornéu em altas atitutes. Esta ave só habita em Bornéu não se tendo visto até à data nenhum exemplar fora da ilha.

## Reprodução
Não há registo. As únicas observações são dois jovens a voar com adulto a cerca de 800 a 900 metros.